# George Dandin ou le Mari confondu

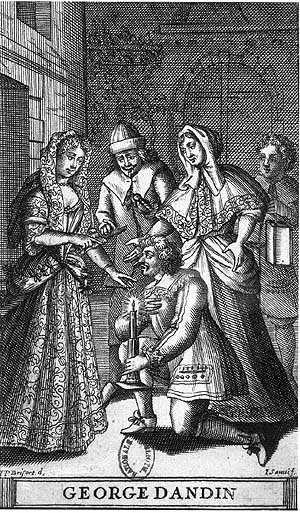
Frontispice de l'édition de 1682.

George Dandin ou le Mari confondu est une comédie-ballet en trois actes de Molière, avec musique de Jean-Baptiste Lully. Elle fut créée à Versailles le 18 juillet 1668 lors du « Grand Divertissement royal » célébrant le traité d'Aix-la-Chapelle, puis donnée au public sur le théâtre du Palais-Royal le 9 novembre de la même année. Elle fut vue pour la première fois par le roi (Louis XIV) à Versailles.
Félibien résume ainsi la pièce dans la plaquette officielle accompagnant les Fêtes : « Le sujet est qu'un riche Paysan s'étant marié à la fille d'un Gentilhomme de campagne, ne reçoit que du mépris de sa femme aussi bien que de son beau-père et de sa belle-mère, qui ne l'avaient pris pour leur gendre qu'à cause de ses grands biens. »

## Personnages
George Dandin est un riche paysan. En échange de sa fortune, cédée à Monsieur et Madame de Sotenville, il acquiert un titre de noblesse (Monsieur de la Dandinière), un rang et une épouse, Angélique. Mais sa jeune femme n'a jamais voulu cette union. Devant cette épouse rebelle, qu'il ne parvient pas à attirer dans son lit, Dandin ne peut rien. Il ne peut empêcher Clitandre, gentilhomme libertin de la Cour, de courtiser ouvertement Angélique. George Dandin tente de réagir, mais les deux aristocrates n'ont que faire des basses accusations de coq de village et humilient cruellement l'infortuné bourgeois. Angélique peut compter sur l'appui de sa servante Claudine. Lubin est l'entremetteur de Clitandre et le soupirant de Claudine.

Dans l'inventaire après décès des effets personnels de Molière, se trouvait : 

« une boiste dans laquelle sont les habitz de la representation de Georges Dandin, concistant en hault de chausse et manteau de taffetas musque, le collet de mesme, le tout garny de (fol. 14 v°) dantelle et boutons d'argent, la ceinture pareille, le petit pourpoinct de satin cramoisy, autre pourpoinct de dessus de brocard de differentes coulleurs et dantelles d'argent, la fraise et soulliers. »

Comme le fait remarquer Roger Chartier : « Un tel costume, qui n'a rien de paysan, pouvait immédiatement être reconnu comme une imitation outrée, forcée, démodée, de l'habit aristocratique. »

## Les Actes

### Acte I
George Dandin, paysan voulant s'élever au-dessus de sa condition, a épousé Angélique, fille des Sotenville, nobliaux de province ruinés. En rachetant leurs dettes, il gagne le droit de changer son nom en « George de la Dandinière », mais sa belle-famille ne cesse de lui faire âprement sentir que la différence de condition n'en est pas pour autant abolie.
George Dandin regrette d'avoir épousé Angélique et de sans cesse subir le mépris de cette dernière et de ses parents. Surprenant Lubin sortant de chez lui, il l'interroge et apprend, sans dévoiler son identité, que sa femme entretient une correspondance avec Clitandre, et que Lubin courtise Claudine. Accablé, il se plaint auprès de ses beaux-parents, lesquels fustigent d'entrée son habituel manque de savoir-vivre et sa basse condition. Une fois informés, les Sotenville demandent des explications, l'un à Angélique, l'autre à Clitandre. Tous deux nient et George Dandin est contraint de présenter ses excuses tout en ne désespérant pas de « désabuser le père et la mère ».

### Acte II
Toujours grâce à Lubin, George Dandin apprend que Clitandre est allé rejoindre Angélique chez elle. Il avertit une nouvelle fois ses beaux-parents, qui, en arrivant, surprennent Angélique et Clitandre quittant sa maison. Apercevant ses parents, Angélique feint de se défendre verbalement contre Clitandre et, pour appuyer ses protestations de femme vertueuse, se saisit d’un bâton pour le frapper. Clitandre pousse George Dandin entre eux, et c’est sur lui que tombent les coups de bâton généreusement administrés par Angélique. Les parents, ravis, félicitent leur fille, et il s'en faut de peu que George Dandin ne soit obligé de remercier Angélique de son comportement exemplaire.

### Acte III
Clitandre et Angélique se sont donné rendez-vous de nuit à l’extérieur de la maison. Au bruit de la porte, George Dandin se réveille et aperçoit les deux amants. Certain que sa bonne foi triomphera, il dépêche discrètement à Colin de prévenir ses beaux-parents, tandis qu'il verrouille la porte de leur chambre conjugale, empêchant le retour d'Angélique. Quand Angélique revient, elle trouve porte close et son mari, George Dandin, à la fenêtre. Quand il lui apprend que ses parents vont bientôt venir, elle dit qu’elle préfère se tuer avec le couteau qu’elle possède plutôt que le déshonneur, et elle feint de le faire. La nuit est noire, et Dandin descend pour voir si sa femme s’est vraiment tuée. Celle-ci en profite pour entrer dans la maison et verrouiller la porte derrière elle. Quand les beaux-parents arrivent, ils trouvent Dandin dehors et Angélique à la fenêtre. Elle se plaint à ses parents que son mari rentre souvent ivre et nu la nuit. Après avoir été sévèrement réprimandé par ses beaux-parents, George Dandin est encore obligé de présenter ses excuses, cette fois à genoux devant sa femme. Puis Monsieur de la Dandinière dans sa dernière tirade, nous donne l'idée qu'il va se jeter à l'eau, la tête la première.

## Autour de l'œuvre
La pièce se termine mal, George Dandin étant sans arrêt dupé par tout le monde, des aristocrates aux domestiques, avec un acharnement sadique de la part de sa femme, de l'amant et de la servante de celle-ci.
Cependant, la solitude et le sort tragique du protagoniste principal a permis plusieurs mises en scène assez éloignées du genre comique. Certains en ont fait un drame où le héros se suicide à la fin de la pièce. Le texte original est très sombre, les dernières paroles de Dandin étant « [...] lorsqu'on a, comme moi, épousé une méchante femme, le meilleur parti que l'on puisse prendre est de s'aller jeter dans l'eau, la tête la première ». Roger Chartier a montré que cette lecture de la pièce était déjà proposée par le livret distribué lors de la représentation devant la cour : « Les lectures ultérieures de la pièce, sociologiques ou tragiques, ne sont donc pas d'arbitraires inventions : elles sont présentes dans le texte même du programme distribué au roi et à la cour le soir de la première représentation. »
D'autre part, la pièce comporte une vision de la liberté de la femme très prononcée. Angélique, interprétée à l'époque par la propre femme de Molière, décrit son mariage comme forcé et se satisferait de se laisser courtiser favorablement. C'est pourtant un personnage odieux, refusant à son mari tout témoignage d'humanité en raison de sa condition sociale inférieure. Les prétentions de supériorité morale de la noblesse sont réduites en poussière au cours de la pièce, comme dans Tartuffe pour la piété affichée.
Ainsi, bien des metteurs en scène ont souligné le tragique de cette œuvre, qui malgré ses atours occasionnels de farce, ne fait guère illusion, il s'agit d'un naufrage humain.

## Distribution
| Acteurs ayant créé les rôles                                     |                |
| Personnages                                                      | Acteur         |
| George Dandin, riche paysan, mari d'Angélique                    | Molière        |
| Angélique, femme de George Dandin et fille de M. de Sotenville   | Mlle Molière   |
| Monsieur de Sotenville, gentilhomme campagnard, père d'Angélique | Du Croisy      |
| Madame de Sotenville, sa femme                                   | Hubert         |
| Clitandre, amoureux d'Angélique                                  | La Grange      |
| Claudine, suivante d'Angélique                                   | Mlle de Brie   |
| Lubin, paysan servant Clitandre                                  | La Thorillière |
| Colin, valet de George Dandin                                    |                |

## Mises en scène notables
- 1954 : George Dandin de Molière, mise en scène de Michel Galabru avec Jean-Paul Belmondo, théâtre du Conservatoire.
- 1958 : George Dandin de Molière, mise en scène de Roger Planchon, Théâtre de la Cité de Villeurbanne.
- 1970 : George Dandin de Molière, mise en scène de Jean-Paul Roussillon, Comédie-Française.
- 1987 : George Dandin de Molière, mise en scène de Roger Planchon, TNP.
- 2014 : George Dandin de Molière, mise en scène de Hervé Pierre, Comédie-Française[6].
- 2016 : George Dandin / La Jalousie du Barbouillé de Molière, joués ensemble, mise en scène de Hervé Pierre, Comédie-Française[7].
- 2022 : George Dandin ou le mari confondu de Molière et Lully, mise en scène de Michel Fau, direction musicale de Gaétan Jarry, Théâtre de l'Athénée[8]

## Adaptation au cinéma et en bande dessinée
- 1988 : Dandin réalisé par Roger Planchon, avec Claude Brasseur
- Simon Léturgie a adapté la pièce en roman graphique avec Richard Martino (Vents d'Ouest, 2006)[9].

## Traductions
- Fran Krsto Frankopan, un noble croate emprisonné, traduisit George Dandin en croate dans sa cellule autrichienne entre le 18 avril 1670 et le 30 avril 1671, avant son exécution.
- Georgo Dandin, version en espéranto traduite du français par L.L. Zamenhof en 1908, 51 p. ; 2e édition 1924 ; 3e édition 1930.

## Sources
- Roger Chartier, « George Dandin, ou le social en représentation », Annales. Histoire, sciences sociales, nos 49-2,‎ 1994, p. 277-309 (lire en ligne)
- André Félibien, Relation de la fête de Versailles du dix-huitième juillet mil six cent soixante huit, Paris, Pierre Le Petit, 1668 (lire en ligne)
- Madeleine Jurgens et Elizabeth Maxfield-Miller, Cent ans de recherches sur Molière, sur sa famille et sur les comédiens de sa troupe, Paris, S.E.V.P.E.N., 1963 (lire en ligne)
- abbé de Montigny, La Fête de Versailles du 18 juillet 1668, La Haye, 1669 (lire en ligne)